# Glavičice
Glavičice so naselje v občini Bijeljina, Bosna in Hercegovina. 

## Deli naselja
Dugo Polje, Erići, Glavičice, Lužani, Staro Selo in Tavna.

## Prebivalstvo
| Pregled števila prebivalcev po letih | Pregled števila prebivalcev po letih | Pregled števila prebivalcev po letih | Pregled števila prebivalcev po letih | Pregled števila prebivalcev po letih | Pregled števila prebivalcev po letih |
| ------------------------------------ | ------------------------------------ | ------------------------------------ | ------------------------------------ | ------------------------------------ | ------------------------------------ |
| 1948                                 | 1953                                 | 1961                                 | 1971                                 | 1981                                 | 1991                                 |
| -                                    | -                                    | -                                    | 1.562                                | 1.417                                | 1.293                                |

| Narodna sestava prebivalstva po letih                                                                                           | Narodna sestava prebivalstva po letih                                                                                           | Narodna sestava prebivalstva po letih                                                                                            |
| --- | --- | --- |
| 1971 | 1981 | 1991 |
| . skupaj: 1.562 Srbi 1.536 (98,33 %) Muslimani 7 (0,44 %) Hrvati 2 (0,12 %) Jugoslovani 0 (0,00 %) drugi in neznano 17 (1,08 %) | . skupaj: 1.417 Srbi 1.324 (93,43 %) Hrvati 1 (0,07 %) Muslimani 1 (0,07 %) Jugoslovani 83 (5,85 %) drugi in neznano 8 (0,56 %) | . skupaj: 1.293 Srbi 1.184 (91,56 %) Hrvati 3 (0,23 %) Muslimani 0 (0,00 %) Jugoslovani 18 (1,39 %) drugi in neznano 88 (6,80 %) |